# Heckel

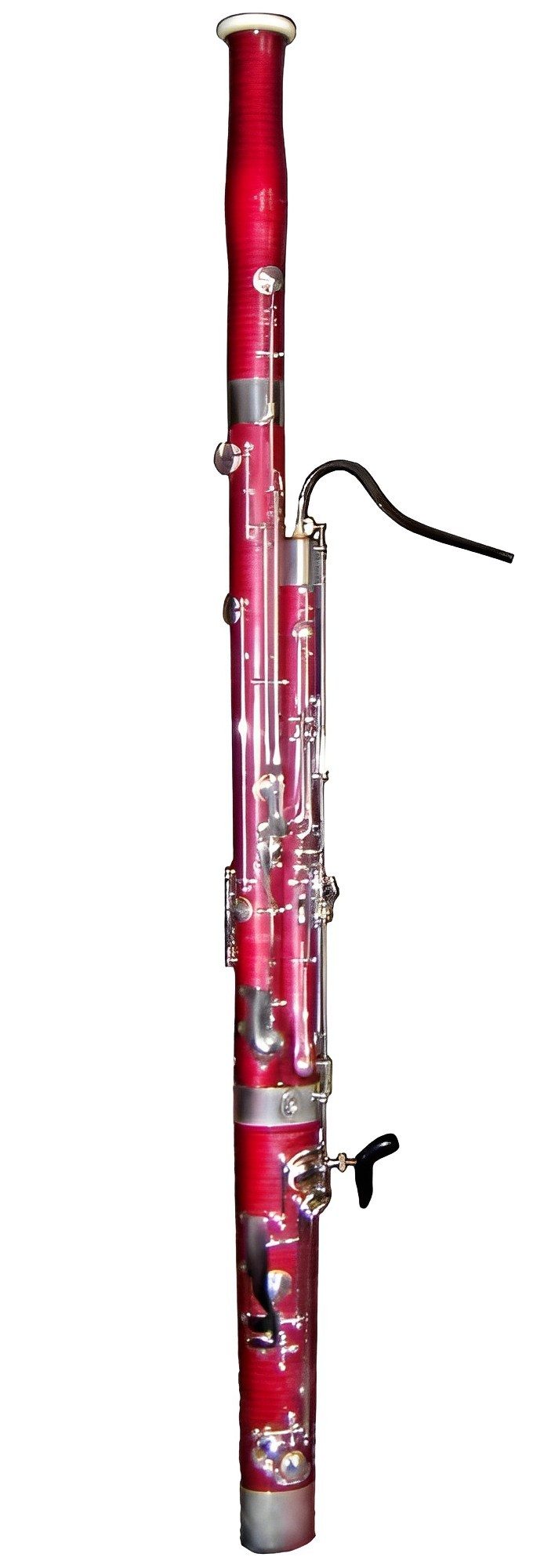
Fagot firmy Heckel

Heckel (pełna nazwa: Wilhelm Heckel GmbH) – niemiecka firma produkująca fagoty, kontrafagoty i heckelfony oraz świadcząca usługi konserwacji tych instrumentów.
Firma została założona jako "Almenräder und Heckel" w 1831 roku przez Carla Almenrädera, muzyka na dworze księcia Nassau, i Johanna Adama Heckla. Po śmierci Almenrädera przedsiębiorstwo  prowadził Heckel wraz z synem Wilhelmem Hermannem, który zmienił jego nazwę w 1887 na "Wilhelm Heckel Biebrich". Produkowało ono wówczas bardzo szeroką gamę instrumentów dętych, w tym skonstruowane przez siebie heckelfony. Firma pozostaje własnością rodzinną.
Siedziba Wilhelm Heckel GmbH znajduje się w Wiesbaden.